# 蒙特雷索尔
蒙特雷索尔（法語：Montrésor，法語發音：[mɔ̃tʁezɔʁ] ⓘ）是法国安德尔-卢瓦尔省的一个市镇，位于该省东南部，属于洛什区。蒙特雷索尔是安德尔-卢瓦尔省面积最小的市镇，因其境内的城堡而闻名。

## 地理
蒙特雷索尔（47°9'21"N, 1°12'3"E）面积0.98 平方千米，位于法国中央-卢瓦尔河谷大区安德尔-卢瓦尔省，该省份为法国中西部省份，北起萨尔特省、东北接卢瓦-谢尔省，东南接安德尔省，南至维埃纳省，西临曼恩-卢瓦尔省。
与蒙特雷索尔接壤的市镇（或旧市镇、城区）包括：博蒙村、安德鲁瓦河畔舍米耶、维勒卢万-库朗热。
蒙特雷索尔的时区为UTC+01:00、UTC+02:00（夏令时）。

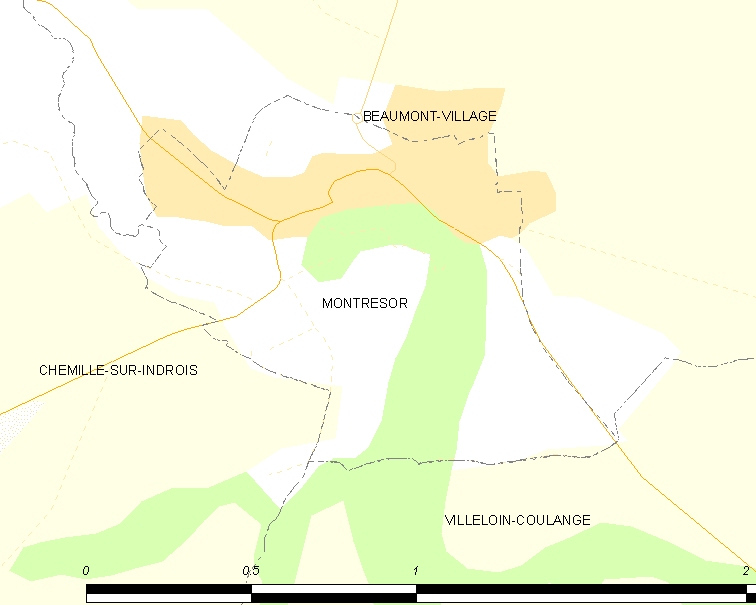
蒙特雷索尔的OSM定位图

## 行政
蒙特雷索尔的邮政编码为37460，INSEE市镇编码为37157。

## 政治
蒙特雷索尔所属的省级选区为洛什县。

## 人口

1962-2008年间蒙特雷索尔人口变化图示

蒙特雷索尔于2022年1月1日时的人口数量为313人。